# Vääna
Vääna (autrefois : Faehna, en allemand) est un village estonien de la commune d'Harku (autrefois : Hark) qui se trouve dans la région d'Harju (autrefois : district d'Harrien). Vääna est à 20 km de Tallinn. Sa population était de 266 habitants, au 1er juin 2010. Il est connu pour son château qui appartenait à Otto Magnus von Stackelberg.

## Histoire
L'endroit a été mentionné en 1325 sous le nom de Feyena et appartenait à la paroisse de Kegel (aujourd'hui: Keila). On y ouvre une école en 1862. Un petit train circulant sur une voie étroite la relie en 1913 le long de la côte, car la voie est utilisée à des fins militaires par l'armée impériale russe pour rejoindre la Forteresse navale Empereur Pierre le Grand qui défend les côtes du golfe de Finlande pendant la Première Guerre mondiale. Cette voie ferrée est utilisée à des fins civiles, jusqu'à Tallinn, de 1933 à 1959, année de sa fermeture. L'ancienne gare existe toujours, à la limite nord-est du village.

## Tourisme
- Château de Faehna